# Leguat-guvat
A Leguat-guvat vagy más néven Rodriguezi-guvat (Aphanapteryx leguati) a madarak osztályának darualakúak (Gruiformes) rendjébe, a guvatfélék (Rallidae) családjába tartozó mára kihalt faj.
A fajt François Leguat, a nagy francia utazó és természettudós emlékére nevezték el, aki először tudósított e faj létezéséről.

## Előfordulása
A faj kizárólag a Mauritius szigetétől 560 kilométerrel keletebbre az Indiai-óceánban fekvő Rodriguez-szigeten élt.

## Megjelenése
A faj kizárólag néhány csontmaradvány alapján valamint a szigetre látogató utazók leírásai alapján ismert.
Apró barnás színezetú röpképtelen faj volt.

## Kihalása
A fajra a Rodriguez szigeten megtelepült telepesek sokat vadásztak. Utolsó életben levő példányát 1726-ban látták, feltehetően 1761-ben halt ki végleg.
Jóval kihalása után, 1873-ban megtalált csontmaradványai és Leguat útleírása alapján írta le Milne-Edwards.

## Fordítás
- Ez a szócikk részben vagy egészben  a   Rodrigues Rail című angol Wikipédia-szócikk ezen változatának fordításán alapul.  Az eredeti cikk szerkesztőit annak laptörténete sorolja fel. Ez a jelzés csupán a megfogalmazás eredetét és a szerzői jogokat jelzi, nem szolgál a cikkben szereplő információk forrásmegjelöléseként.